# Salinator solidus
Salinator solidus е вид охлюв от семейство Amphibolidae. Видът не е застрашен от изчезване.

## Разпространение
Разпространен е в Австралия (Виктория, Западна Австралия, Куинсланд, Нов Южен Уелс и Тасмания).